# Ciryl Gane
Ciryl Jacky Gane, född 12 april 1990, är en fransk MMA-utövare som sedan 2019 tävlar i organisationen Ultimate Fighting Championship.

## Tävlingsfacit
| Resultat | Facit | Motståndare           | Metod                           | Evenemang                                    | Datum             | Rond | Tid  | Plats               | Notering                                |
| -------- | ----- | --------------------- | ------------------------------- | -------------------------------------------- | ----------------- | ---- | ---- | ------------------- | --------------------------------------- |
| Vinst    | 8–0   | Jairzinho Rozenstruik | Domslut (enhälligt)             | UFC Fight Night: Rozenstruik vs. Gane        | 27 februari 2021  | 5    | 5:00 | Las Vegas, USA      |                                         |
| Vinst    | 7–0   | Junior dos Santos     | TKO (armbåge och slag)          | UFC 256                                      | 12 december 2020  | 2    | 2:34 | Las Vegas, USA      |                                         |
| Vinst    | 6–0   | Tanner Boser          | Domslut (enhälligt)             | UFC Fight Night: Edgar vs. The Korean Zombie | 21 december 2019  | 3    | 5:00 | Busan, Sydkorea     |                                         |
| Vinst    | 5–0   | Don'Tale Mayes        | Submission (heel hook)          | UFC Fight Night: Maia vs. Askren             | 26 oktober 2019   | 3    | 4:46 | Kallang, Singapore  | Performance of the Night.               |
| Vinst    | 4–0   | Raphael Pessoa        | Submission (arm-triangle choke) | UFC Fight Night: Shevchenko vs. Carmouche 2  | 10 augusti 2019   | 1    | 4:42 | Montevideo, Uruguay |                                         |
| Vinst    | 3–0   | Roggers Souza         | TKO (slag)                      | TKO 48: Souza vs Gane                        | 24 maj 2019       | 1    | 4:26 | Gatineau, Kanada    | Försvarade tungviktstiteln i TKO.       |
| Vinst    | 2–0   | Adam Dyczka           | TKO (slag)                      | TKO 44: Hunter vs Barriault                  | 21 september 2018 | 2    | 4:57 | Québec, Kanada      | Försvarade tungviktstiteln i TKO.       |
| Vinst    | 1–0   | Bobby Sullivan        | Submission (front choke)        | TKO Fight Night 1                            | 2 augusti 2018    | 1    | 1:42 | Montréal, Kanada    | Tungviktsdebut. TKO-mästare i tungvikt. |